# Takahira Kanda
Takahira Kanda (神田 孝平, 31 octobre 1830 – 5 juillet 1898) était un érudit et homme d'état japonais de l'ère Meiji. Il employait souvent le pseudonyme Kōhei Kanda.

## Biographie
Kanda est né dans le district de Fuwa de la province de Mino, (actuelle préfecture de Gifu). Il a étudié le rangaku et est devenu professeur à l'institut du Bansho Shirabesho du Shogunat Tokugawa dans l'étude de la science et de la technologie occidentales.
Après la restauration de Meiji, Kanda a été nommé gouverneur de la préfecture de Hyōgo, et a également travaillé pour le nouveau gouvernement de Meiji en tant que conseiller en sciences économiques et en structures gouvernementales, et fut responsable du développement et de la mise en application de la réforme de la taxe foncière de 1873-1881, et de l'établissement des structures locales d'administration. Il devint membre de la Chambre des pairs en 1890.
Sa traduction de Grandes lignes de l'économie sociale de William Ellis en 1867 est considérée comme la première étude japonaises des sciences économiques occidentales.
Il a servi dans le Genrōin et a été anobli avec le titre de baron selon le système nobiliaire du kazoku.

## Source de la traduction
- (en) Cet article est partiellement ou en totalité issu de l’article de Wikipédia en anglais intitulé « Kanda Takahira » (voir la liste des auteurs).